# Jorge Dávila Vázquez
Jorge Dávila Vázquez (Cuenca, 14 de febrero de 1947) es un escritor, catedrático y crítico ecuatoriano. Su prolífica obra literaria, iniciada con el poemario Nueva canción de Eurídice y Orfeo (1975), incluye la premiada novela María Joaquina en la vida y en la muerte (1976). Sin embargo su principal aporte se da en los libros de cuentos. Entre sus obras destacadas se encuentra Este mundo es el camino (1980) y El libro de los sueños (2001). Su narrativa explora la imaginación, la difusa línea entre la vida y la muerte, y el microrrelato, caracterizado por la intertextualidad, el humor y la reinterpretación de la mitología griega. Ganó el premio literario Aurelio Espinosa Pólit en dos ocasiones y en 2016, recibió el Premio Nacional Eugenio Espejo en reconocimiento a su trayectoria literaria.

## Biografía

### Primeros años
Nació el 14 de febrero de 1947 en Cuenca, provincia de Azuay. Realizó sus estudios superiores en la Universidad de Cuenca, donde obtuvo el título de doctor en filología. Desde temprana edad estuvo involucrado al mundo de las letras, en especial por la cercanía de su tío, el poeta César Dávila Andrade. También se interesó por el teatro, formando parte durante su juventud de la Asociación de Teatro Experimental de Cuenca. Posteriormente ganó una beca para estudiar Asistencia de Dirección Teatral en Francia, entre 1970 y 1971.

### Trayectoria
Su primera obra, el poemario Nueva canción de Eurídice y Orfeo, fue publicada en 1975.
Entre sus obras más conocidas destacan la novela experimental María Joaquina en la vida y en la muerte (1976) y los libros de cuentos Este mundo es el camino (1980), ambos textos ganadores del Premio Aurelio Espinosa Pólit, Los tiempos del olvido, premio de la Casa de la Cultura Ecuatoriana, y El libro de los sueños (2001), Premio Joaquín Gallegos Lara al mejor libro de cuentos del año.
El 10 de agosto de 2016 fue condecorado con el Premio Nacional Eugenio Espejo por el vicepresidente de Ecuador, Jorge Glas, como reconocimiento a su carrera literaria.

## Recepción de su obra
La narrativa de Jorge Dávila Vázquez explora el poder de la imaginación, que nace de los sueños y difumina la frontera entre vivos y fantasmas. Dávila Vázquez también ha contribuido significativamente al género del microrrelato, creando historias de ficción concisas que se basan en la intertextualidad y el conocimiento cultural compartido.  Dávila Vázquez, dialoga con la mitología griega en sus microrrelatos, ofreciendo reinterpretaciones creativas y explorando la relación entre la imaginación, los relatos orales y la tradición literaria. Además, sus escritos se expresan su interés por la difusa frontera entre la vida y la muerte, tema recurrente en sus textos breves. Por último, su obra se caracteriza por ligereza de espíritu, el humor corrosivo, la transgresión de la realidad hacia lo fantástico y su constante diálogo intertextual con la música.
En la crítica literaria, ha sido uno de los principales impulsores de la obra de su tío César Dávila Andrade. Es uno de los principales estudiosos de la obra de Dávila Andrade y le dedicaría un estudio en 1998 titulado "César Dávila Andrade: Combate poético y suicidio" que se caracteriza por la coherencia metodológica, la seriedad y precisión de la investigación y su apasionado tono crítico. Además, haría un estudio introductorio para el libro de cuentos de Dávila Andrade "Trece relatos". Por otro lado lo homenajearía con un  drama titulado "Espejo roto" en 1990 y que ganaría el Premio Nacional de Teatro de la Casa de la Cultura Ecuatoriana. Su obra, atravesada por la literatura fantástica y la narrativa corta, continúa el legado literario de César Dávila Andrade.

## Obras
La extensa bibliografía de Dávila encompasa las siguientes obras:

### Novelas
- María Joaquina en la vida y en la muerte (1976)
- De rumores y sombras (1991)
- La vida secreta (1999)
- Piripipao (2000)

### Cuentos
- El círculo vicioso (1977)
- Los tiempos del olvido (1977)
- Narraciones (1979)
- Relatos imperfectos (1980)
- Este mundo es el camino (1980)
- Cuentos de cualquier día (1983)
- Las criaturas de la noche (1985)
- El dominio escondido (1992)
- Cuentos breves y fantásticos (1994)
- Arte de la brevedad (2001)
- Libro de los sueños (2001)
- Historias para volar (2001)
- Entrañables (2001)
- La luz en el abismo y otros cuentos (2004)
- Minimalia (2006)[12]
- La noche maravillosa (2006)

### Teatro
- El caudillo anochece (1968)
- Con gusto a muerte (1981)
- Espejo roto (1990)

### Poesía
- Nueva canción de Eurídice y Orfeo (1975)
- Acerca de los ángeles (1995)
- Memoria de la poesía y otros textos (1999)
- Río de la memoria (2004)
- Personal e intransferible (2014)[13]

### Ensayo
- Ecuador, hombre y cultura (1990)
- Cuenca, una ciudad diferente (1991)
- César Dávila Andrade: Combate poético y suicidio (1998)[14]